# Хаитянска революция
Хаитянска революция е единственото в историята успешно въстание на роби, избухнало във френската колония Сен Доменг (на френски: Saint-Domingue) през 1791 – 1803 г., в резултат на която колонията извоюва своята независимост и става република Хаити. Великобритания и Испания се опитват да отнемат колонията от Франция, но войските им търпят поражение. Когато Наполеон идва на власт, той също праща на острова войски, но и те не успяват да потушат въстанието. Хаити става първата независима държава в Латинска Америка.
Революцията започва на 22 август 1791 г. и завършва през 1804 г. с обявяване на независимост на бившата колония. В нея участват негри, мулати, французи, испанци и британци, а бившият роб Тусен Лувертюр става национален герой. Това е единственото робско въстание, довело до създаване на държава, свободна от робство, която се управлява от бивши роби .
Влиянието на хаитянската революция върху института на робството се усеща из цяла Америка. Тя поставя под съмнение старите европейски убеждения за предполагаемата непълноценност на чернокожите и за способността на поробените хора да постигнат и удържат собствената си свобода. Организационният потенциал и упорството на въстаниците всяват страх у робовладелците в Западното полукълбо.